# Kaplica Najświętszej Maryi Panny Królowej Polski w Jakubowicach
Kaplica Najświętszej Maryi Panny Królowej Polski – rzymskokatolicka kaplica położona w miejscowości Jakubowice w województwie opolskim, powiecie opolskim, gminie Niemodlin. Kaplica należy do parafii św. Mikołaja, w Grabinie, w dekanacie Skoroszyce, diecezji opolskiej.